# Andrew Bishop (Rugbyspieler)
Andrew Bishop (* 7. August 1985 in Llantrisant, Rhondda Cynon Taf, Glamorgan) ist ein ehemaliger walisischer Rugby-Union-Spieler, der auf der Position des Innendreiviertels für die Ospreys und für die walisische Nationalmannschaft spielte.
Bishop stieß im Jahr 2005 zu den Ospreys und gab im Februar des Jahres sein Debüt in der Magners League gegen die Border Reivers. Zuvor hatte er für Bridgend, Neath und Maesteg gespielt. In der Saison 2006/07 wurde er zum Stammspieler bei den Ospreys und kam zu insgesamt 30 Einsätzen in jener Spielzeit. Dabei gelang ihm unter anderem ein Versuch im Finale des Anglo-Welsh Cup. 2010 und 2012 gewann er mit den Ospreys den Meistertitel in der Pro12.
Bishop durchlief die Jugendnationalmannschaften des Landes und gehörte der U21-Auswahl an, die 2005 bei den Six Nations dieser Altersklasse den Grand Slam gewinnen konnte. Sein erstes Länderspiel für die Herrenauswahl bestritt er im Juni 2008 gegen Südafrika. Im Juni 2012 lief er letztmals für die Nationalmannschaft auf, Gegner waren die Barbarians. Er spielte drei weitere Jahre für die Ospreys, bevor er aufgrund einer Bandscheibenverletzung seine Karriere beenden musste.